# 倉橋望
倉橋望（日语：／ Kurawashi Nozomi，1975年1月23日—），日本女性模特兒、蘿莉塔偶像。

## 生平
她在1986年到1988年期間不時於狂熱者雜誌和寫真集上出現。在以倉橋望的名義活動之前，她就以的名義出現在1985年8月發行的綜合寫真集當中。
倉橋望於1986年11月憑着《倉橋望13歲》（倉橋のぞみ13歳）一作成名。這部寫真集十分暢銷，其總銷量達20萬本。1987年11月推出的《倉橋望14歲》（倉橋のぞみ14歳）同樣賣出過20萬本。1988年10月，其於少女時代拍攝的最後一部寫真集《倉橋望寫真集 vol.3 最后的留言》（倉橋のぞみ写真集 vol.3 ラストメッセージ）正式公開，這部寫真集為其於德国慕尼黑郊外拍攝的。
當時倉橋還於《週刊Playboy》、《星期五》、《週刊寶石》、《素顏》（すっぴん）、《寫樂》等雜誌上擔任寫真偶像，並在防醉飲料「守護神」的廣告上登場。之後她的攝影師彩纹洋实与爵士乐音乐家玛尔·沃尔德隆結婚，並遠渡比利时。倉橋亦為了成為爵士乐歌星，而前往比利时進行特训。但是她「即使去了欧洲留学，也因为各种原因而放弃[此一夢想]」。
她在歸國後入讀日本的國立大學，於當中修讀日本文學。畢業後報名參加教師資格考試，但卻落榜了。於是轉而擔任補習社的老師， 在當中教授國語。
歸國後的倉橋在一段長時間內都跟藝能活動保持一段距離。不過她在聽聞《蘿莉控HOUSE》的第二代總編邊見的死訊後，便親身前往三和出版悼念之。這本雜誌的前總編松本裕見狀，便問她：「怎樣？還想再拍攝寫真集嗎？」。於是其便於2002年9月拍攝一部新作《倉橋望in比利时王國》（倉橋のぞみinベルギー王国）。

## 寫真集
| 日期         | 名稱 | 出版社   | 備註                                   |
| ------------ | ---- | -------- | -------------------------------------- |
| 1986年       |      | 三和出版 |                                        |
| 1987年       |      | 三和出版 |                                        |
| 1988年       |      | 三和出版 | 這三部寫真集之後集結成《少女時代》出版 |
| 1999年12月   |      | 三和出版 |                                        |
| 2001年9月    |      | 三和出版 |                                        |
| 2002年       |      |          |                                        |
| 2011年7月5日 |      | 三和出版 | 附有DVD                                |
| 2012年11月   |      | 三和出版 | 只把少女時期的寫真集集結出版           |

## 影片
| 名稱       |
| ---------- |
| I LOVE YOU |
|            |
|            |